# Odontodrassus
Odontodrassus là một chi nhện trong họ Gnaphosidae.